# 理查德·艾欧阿德
理查德·艾莱弗·艾欧阿德（英語：Richard Ellef Ayoade，/aɪ.ɔːˈɑːdeɪ/，1977年6月12日—）是一位英国喜剧演员、电视節目主持人和导演，他最知名的角色为英剧《IT狂人》中的莫里斯·莫斯（Maurice Moss）。他的导演作品有电影《初戀潛水艇》和《盜貼人生》，以及多个著名乐队的音乐影片，包括北极猴乐队、吸血鬼週末、和卡薩比恩的。

## 早年
艾欧阿德出生于伦敦漢默史密斯，父亲为尼日利亚人拉伊德·阿德·拉蒂提·艾欧阿德（Layide Ade Laditi Ayoade），母亲为挪威人达格尼·阿玛丽·巴苏伊克（Dagny Amalie Baassuik）。他的姓氏在约鲁巴语中有“受祝福的王冠”或“王冠之喜”的意思。他小时候随家人搬到伊普斯威奇居住。
艾欧阿德在伊普斯威奇的圣约翰学院完成中学教育，随后进入剑桥大学圣凯瑟琳学院学习法律（1995–1998）。他在1997年至1998年间担任大学戏剧社团脚灯社主席，并因戏剧制作获得马丁·史蒂勒奖（Martin Steele Prize）。

## 职业生涯
在剑桥就读期间，艾欧阿德创作并参演了许多演出。他和当年的脚灯社副主席约翰·奥利弗一起创作了两部哑剧：《睡美人》和《格林童话》
。他与同样在脚灯社相识的同学马修·霍内斯合作撰写并参演了舞台剧《加斯·马伦基的惊吓骑士》（Garth Marenghi's Fright Knight）。该剧在2000年的爱丁堡边缘艺术节上演出，并获得了皮埃尔喜剧奖提名。在2001年的爱丁堡边缘艺术节上，该剧的续篇《加斯·马伦基的地下脑袋》（Garth Marenghi's Netherhead）为艾欧阿德赢得了皮埃尔喜剧奖。2004年，艾欧阿德和霍内斯把剧中角色加斯·马伦基搬上荧屏，创造了戏仿电视剧《加斯·马伦基的黑暗地点》，在英国第四台播出。艾欧阿德和霍内斯两人在剧中分别扮演他们原来的角色。
2006年，艾欧阿德开始在第四台的情景喜剧《IT狂人》中扮演莫斯一角，在2008年获得了蒙特卡罗电视节的电视喜剧类杰出男演员奖。2014年，他因该剧的2013年特别篇获得了一项英国学术电视奖喜剧节目类最佳表演奖。
2010年，艾欧阿德的导演处女作《初戀潛水艇》在多伦多国际电影节上首映。该片是一部成长题材的喜剧，改编自2008年出版的同名小说。北极猴乐队主唱亚历克斯·特纳为本片原声带创作了5首新歌。艾欧阿德凭此片获得了英国电影学院奖最佳新人奖提名。他还执导了2013年的黑色喜劇电影《盜貼人生》，该片由傑西·艾森柏格和蜜雅·娃丝柯思卡主演。

## 私生活
2007年，艾欧阿德与演员莉迪亚·福克斯（Lydia Fox）结婚。她是演艺世家罗宾·福克斯家族的一员，父亲为詹姆斯·福克斯，哥哥为劳伦斯·福克斯，嫂子为比莉·派佩。这对夫妇有两个孩子。